# 니고데모

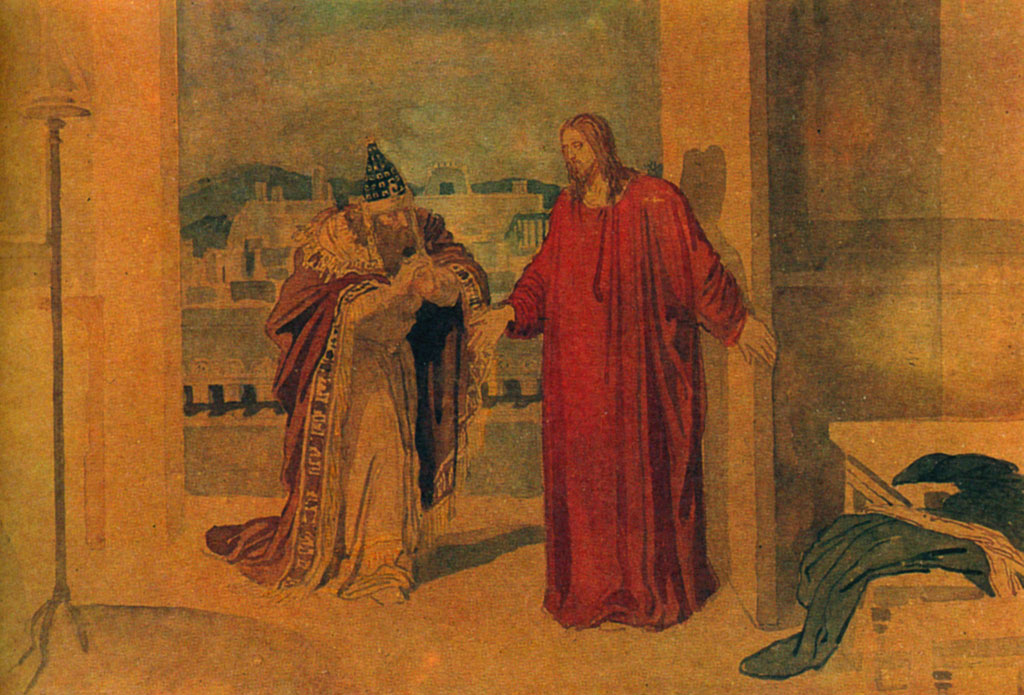
예수와 이야기를 하고 있는 니고데모

니고데모 또는  니코데모는 신약성서의 요한 복음서에 등장하는 유다인으로, 예수 그리스도의 뜻을 따르는 사람이라고 묘사되어 있다.
요한 복음서에 의하면 니고데모는 바리사이파 사람으로 당시 유대의 최고 의회 기관인 산헤드린의 공의원이었으나, 예수 그리스도을 존경하여 밤에 예수 그리스도를 찾아와 질문하였다. 유다인 지도자들이 예수 그리스도을 비난했을 때 ""도대체 우리 율법에 먼저 그 사람의 말을 들어 보거나 그가 한 일을 알아 보지도 않고 죄인으로 단정하는 법이 어디 있소?"라고 하면서 예수 그리스도을 변호하였다. 예수 그리스도가 처형된 후 아리마태아 요셉과 함께 예수 그리스도의 시신을 가져가서 매장하였다.
니고데모는 예수 그리스도께서 살아계실 적 그분에게 기름 부을 기회를 놓쳤지만, 예수 그리스도가 죽으신 후 그 시신을 자신의 목숨을 걸면서까지 몰약과 침향으로 이루어진 향료를 바르게 되었고, 마침내 믿음의 향기가 그에게서 발산되도록 했다. 그가 밤중에도 예수 그리스도을 찾아갔으며, 비록 느릴지라도 하나 그리스도는 니고데모에게 새 생명과 빛의 지속적인 바람이 불게 해 주신 것이다.
로마 가톨릭과 동방 정교회의 전승에 의하면  니고데모는 이후에 그리스도교 신자가 되어 유다인들에 의해 결국 순교하였다고 전해진다.
1. ↑  요한의 복음서 3장 1-21절
2. ↑  요한의 복음서 7장 51)